# ویتی مارتینز
ویتی مارتینز (انگلیسی: Viti Martínez؛ زادهٔ ۳ ژوئن ۱۹۹۷) بازیکن فوتبال اهل اسپانیا است.
از باشگاه‌هایی که در آن بازی کرده‌است می‌توان به باشگاه خیمناستیک تاراگونا اشاره کرد.